# Methanolacinia
Genre
Espèces de rang inférieur
- Methanolacinia paynteri

Methanolacinia est un genre d'archées méthanogènes de l'ordre des Methanomicrobiales.